# Autoerotic
Autoerotic je drugi studijski album slovenske alternativne rock skupine Psycho-Path, izdan leta 1999 pri nemški založbi Tricom Music. Redakcija Radia Študent je album izglasovala za album leta; to čast je prejel že njihov debitantski album dve leti prej.

## Ozadje
O naslovu albuma je vokalistka Melanija Fabčič povedala sledeče: 
»Večina ljudi je naslov dojela v zoženem pomenu "samozadovoljevanja", kar je tudi somišljeno, vendar z našega vidika le obrobnega pomena. Zame je ena najbolj zanimivih pomenskih komponent besede tista, ki med drugim izraža tudi moje videnje, dojemanje in predvsem doživljanje glasbe (tako naše kot tudi glasbe drugih): glasba torej kot oblika (sprožanja in izražanja) seksualnosti, ki presega golo telesnost. Pri glasbi gre vsekakor za fizično dojemljiv fenomen, ki vpliva (če si dovolj "izostren") na vsa čutila, najbolj pa na možgane. Ustvarjati in/ali poslušati glasbo je zame dejansko (transcedentalno) – seksualno, oziroma avtoerotično doživetje.«

## Glasba
Temi, ki se v pesmih z albuma pogosto ponavljata, sta telesnost in seksualnost.
Pesem "No-Fi" je izšla kot prvi singl z albuma v obliki videospota, ki ga je režiral Igor Zupe. Prikazuje posnetke telesa pevke Melanije Fabčič od blizu. To je bil prvi slovenski glasbeni videospot, posnet na 35 mm filmski trak. Drugi singl, ki je izšel, je bila pesem "Recognition", videospot je režiral Ven Jemeršić.

## Seznam pesmi
Vse pesmi je napisala skupina Psycho-Path. Vsa besedila je napisala Melanija Fabčič – Melée.
1. »Machina del Tiempo« – 2:15
2. »Irrigation Field« – 3:19
3. »No-Fi« – 3:16
4. »Recognition« – 3:24
5. »The Bonding Experience« – 3:22
6. »Male Skin« – 5:28
7. »Eating Worms« – 4:04
8. »Lagoja deca/Snotty Brats« – 2:00
9. »Red... Sophisticated« – 4:03
10. »Synchronicity 3« – 3:24
11. »In the Song« – 3:11
12. »Fiasco Champ« – 7:47

## Zasedba

### Psycho-Path
- Melanija Fabčič - Melée — vokal
- Denis Oletič — kitara
- Jernej Šavel — kitara
- Janez Žlebič — bas kitara
- Matej Šavel — bobni
- Štefan Kovač - Pipi — zvočni tehnik (v živo), snemanje

### Ostali
- Hannes Jaeckl (kot "J. Kell") — produkcija, snemanje, miksanje